# Кок-Жарский аильный округ (Кочкорский район)
Кок-Джарский аильный округ (аймак) — административная единица в Кочкорском районе Нарынской области Кыргызстана.
Код COATE — 41704 235 837 00 0

## Население
По данным переписи 2022 года, в аильном округе проживало 3 093 человек.

## Административное деление
В состав Кок-Джарского аильного округа ныне входят населённые пункты:
- Кёк-Джар

## Известные уроженцы
- Телегей Сагымбаева — советский работник сельского хозяйства, чабан, Киргизская ССР.
- Кутубай Абдраев — старший чабан совхоза «Сон-Куль» Кочкорского района Нарынской области, Киргизская ССР. Герой Социалистического Труда (1976). Заслуженный мастер сельского хозяйства Киргизской ССР (1982). Депутат Верховного Совета Киргизской ССР. Член КПСС с 1966 года.

## Примечание
1. ↑  Государственный классификатор система обозначений объектов административно-территориальных и территориальных единиц Кыргызской республики. Архивная копия от 18 марта 2018 на Wayback Machine — Бишкек: Национальный статистический комитет Кыргызской республики, 2017.
2. ↑  Численность населения областей, районов, городов, поселков городского типа, айылных аймаков и айылов (сел) Кыргызской Республики Архивная копия от 10 ноября 2021 на Wayback Machine (на 2022 год).